# 425 a.C.
Il 425 a.C. (CDXXV a.C. in numeri romani) è un anno  del V secolo a.C.

## Eventi
- Gli Ateniesi vincono a Pilo e a Sfacteria, acme politica di Cleone
- I Fenici raggiungono via mare il Golfo di Guinea.
- Roma
  - Tribuni consolari Lucio Quinzio Cincinnato, Lucio Furio Medullino, Aulo Sempronio Atratino e Lucio Orazio Barbato